# Maso (zoologia)
Maso Simon, 1884 è un genere di ragni appartenente alla famiglia Linyphiidae.

## Distribuzione
Le sette specie oggi attribuite a questo genere sono state rinvenute nella regione olartica e nell'Asia sudorientale: la specie dall'areale più vasto è la M. sundevalli, reperita in molteplici località dell'intera regione olartica; l'unica specie dell'Asia sudorientale è stata reperita sull'isola di Krakatoa, (M. krakatauensis).
In Italia sono stati rinvenuti esemplari di M. gallicus in Italia settentrionale e di M. sundevalli in Italia meridionale.

## Tassonomia
Questo genere non è un sinonimo anteriore di Satilatlas Keyserling, 1886, come ben descritto in uno studio di Millidge del 1981.
A dicembre 2011, si compone di sette specie secondo Platnick e di sei specie secondo Tanasevitch:
- Maso alticeps (Emerton, 1909)[4] — USA
- Maso douro Bosmans & Cardoso, 2010 — Portogallo
- Maso gallicus Simon, 1894 — dall'Europa all'Azerbaigian
- Maso krakatauensis Bristowe, 1931 — Krakatoa
- Maso navajo Chamberlin, 1948 — USA
- Maso politus Banks, 1896 — USA
- Maso sundevalli (Westring, 1851)[5] — Regione olartica

### Sinonimi
- Maso columbiensis (Crosby, 1903); questo esemplare, trasferito qui dal genere Acartauchenius Simon, 1884, è stato riconosciuto in sinonimia con M. politus Banks, 1896, a seguito di un lavoro di Ivie del 1967[1].

### Specie trasferite
- Maso marxi matanuskae Chamberlin, 1949; trasferita al genere Satilatlas Keyserling, 1886.
- Maso nivalis Schenkel, 1919; trasferita al genere Scotinotylus Simon, 1884.
- Maso perplexus Chamberlin & Ivie, 1939; trasferita al genere Diplocentria Hull, 1911.
- Maso sarcocuon (Crosby & Bishop, 1927); trasferita al genere Blestia Millidge, 1993.
- Maso serratipes Simon, 1918; trasferita al genere Satilatlas Keyserling, 1886.
- Maso spinipes Wiehle, 1967; trasferita al genere Pocadicnemis Simon, 1884.